# Pathologie dysimmunitaire
On parle de pathologie dysimmunitaire lorsqu’une maladie correspond à une anomalie de fonctionnement du système immunitaire. La dysimmunité correspond aux troubles de ce système immunitaire.
Le terme dysimmunitaire rassemble toutes les affections pour lesquelles on est sûr de l'implication du système immunitaire, mais dont le mécanisme précis d'action ou de déclenchement n'est pas connu. Exemples : maladie cœliaque, maladies auto-immunes...